# 耶律儼
耶律儼（やりつ げん、生年不詳 - 1113年）は、遼（契丹）の政治家・歴史家。字は若思。もとの姓は李。南京析津府の人。正史『遼史』のもととなる『皇朝実録』70巻を撰した。遼の宰相の耶律処温は甥にあたる。

## 経歴
耶律仲禧の子として生まれた。身仕舞いが秀麗で、学問を好み、詩名で知られた。咸雍年間、進士に及第した。著作佐郎を代行し、中書令史に任じられた。太康初年、都部署判官・将作少監をつとめた。後に北府南府で群臣の優劣が論じられたとき、耶律儼は才俊と称された。少府少監となり、知大理寺正をつとめた。太康6年（1080年）、大理寺少卿に転じた。太康7年（1081年）、大理寺卿に上った。父の喪が明けると、同僉部署司事となった。
太安元年（1085年）、景州刺史となった。善政で知られ、州の人が石に頌徳碑を刻んだ。太安2年（1086年）、御史中丞に転じ、上京臨潢府で遅滞していた刑事事件の調査と裁決を処理した。同知宣徽院事となり、提点大理寺をつとめた。太安6年（1090年）冬、山西路都転運使に転じた。寿昌初年、枢密直学士に任じられた。母の喪のため官を去ったが、まもなく召されて旧職に復した。
寿昌4年（1098年）、北宋に対する使者として立ち、西夏との和解をうながした。参知政事に任じられた。晩年の道宗は政務に飽きて、人事についてさいころを投げさせて勝った者を任用するようになった。耶律儼がさいころ遊びで勝ったため、道宗は「宰相に上るしるしである」と言って、耶律儼を知枢密院事とし、経邦佐運功臣の称号を賜り、越国公に封じた。
道宗が死去するにあたって、耶律儼は北院枢密使の耶律阿思とともに遺命を受けた。乾統3年（1103年）、秦国公に徙封された。乾統6年（1106年）12月、漆水郡王に封じられた。天慶年間、病のため小車に乗って入朝することを許された。病が重くなると、天祚帝のもとから太医が派遣されて病状を診察された。天慶3年（1113年）12月、死去した。尚父の位を追贈され、諡は忠懿といった。

## 妻子

### 妻
- 邢氏

### 子
- 耶律処貞（太常寺少卿）
- 耶律処廉（同知中京留守事）
- 耶律処能（少府少監）

## 伝記資料
- 『遼史』巻98 列伝第28